# 6248 Bardon
6248 Bardon è un asteroide della fascia principale. Scoperto nel 1991, presenta un'orbita caratterizzata da un semiasse maggiore pari a 3,1258781 au e da un'eccentricità di 0,1433717, inclinata di 0,51046° rispetto all'eclittica.